# La Pasión (Huesca)
La Pasión, Huesca es un drama sacro representado en el Teatro Salesiano de Huesca por el grupo de teatro "Manolo Martínez" de la Asociación de Antiguos Alumnos Salesianos de Huesca.
Es uno de los actos más tradicionales de la Semana Santa de Aragón, que cuenta con más de 65 años de antigüedad (1947-2013).
La representación comprende la vida pública de Jesús, iniciada con el Bautismo y los pasajes evangélicos más destacados, hasta su muerte y Resurrección.

## Historia
La obra comenzó en 1947, aunque conocida con el título de “Ven y sígueme”.  A partir de 1952 se tiene un libreto original de Vicente Puig bajo el nombre de “El Divino Sacrificio” y, a partir de 1968, pasa a conocerse con el actual nombre de “La Pasión” y libreto de Antonio Durán.
Desde 1955 las representaciones se inician en el teatro nuevo lo que implica mayor espacio y la posibilidad de utilizar una buena tramoya. Es en el año 1972 cuando se da un nuevo impulso a la obra en todo su contenido escénico, musical e interpretativo, con un nuevo libreto que conserva el mismo nombre de La Pasión, sacado básicamente de los Evangelios y escrito por Manuel Carranza. Este último libreto es, básicamente, el que se escenifica en la actualidad, aunque con sucesivas modificaciones parciales. 
En el año 2002 se reinauguró el Teatro, tras una profunda remodelación. La obra empezó a ser reconocida y considerada uno de los pilares de la Semana Santa oscense. 